# Musée d’Art Moderne et d’Art Contemporain

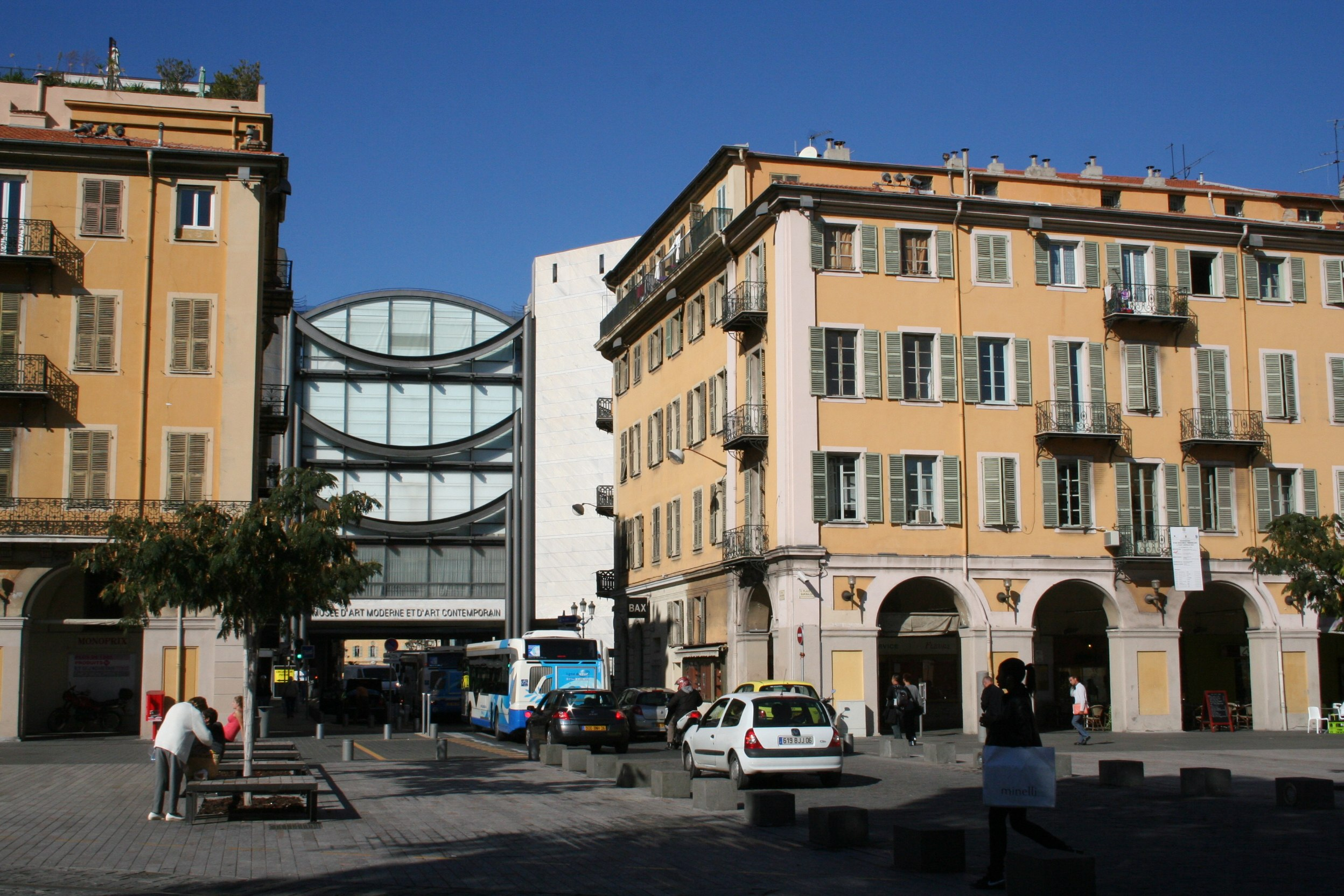
Im Hintergrund der Eingang zum MAMAC an der Place Garibaldi in Nizza

Das Musée d’Art Moderne et d’Art Contemporain (MAMAC) ist ein französisches Museum für Moderne Kunst und wurde 1990 eröffnet. Es liegt an der Promenade des Arts in Nizza. Das Gebäude wurde von Yves Bayard entworfen.
Die Sammlung umfasst etwa 400 Werke aus der Zeit seit den 1960er Jahren. Dazu gehören Werke der neuen Realisten Yves Klein, César, Arman, Niki de Saint-Phalle, der Pop-Art-Künstler Andy Warhol, Tom Wesselmann, der Fluxus-Gruppe (Ben Vautier), der Minimal- und Konzeptkunst, der Schule von Nizza, der Gruppe Support-Surfaces und der Nizzaer Individualisten  Ernest Pignon-Ernest und Ernest  Gilli.